# Claudio Beauvue
Claudio Beauvue, né le 16 avril 1988 à Saint-Claude (Guadeloupe), est un footballeur français, international guadeloupéen évoluant au poste de milieu offensif ou d'attaquant au RC Calais.

## Biographie

### Carrière en club

#### ES Troyes AC (2006-2011)
Originaire de Saint-Claude en Guadeloupe, Claudio Beauvue commence le foot au club local des Fumerolles Saint-Claude. Repéré à l'âge de 13 ans par Vincent James alors recruteur pour les grands et petits club de Loire-Atlantique, il quitte la Guadeloupe pour rejoindre les fédéraux de 14 ans à Carquefou. Il intègre ensuite de 15 à 18 ans le centre de formation du FC Nantes.
Le 24 août 2007, il joue son premier match professionnel lors de la 5e journée de Ligue 2 contre le SC Bastia avant de marquer son premier but professionnel lors de la 33e journée dans le temps additionnel à l’extérieur face au Dijon FCO qui permet de prendre un point (2-2).
À l'issue de sa formation, il trouve un accord avec l'ES Troyes AC où il signe finalement son premier contrat professionnel lors de l'été 2008.
Après la saison 2008-2009 et alors que l'ESTAC est relégué en National, Claudio souhaite quitter son club. Plusieurs équipes de Ligue 2 se positionnent et il réalise un essai d'une semaine à Watford (D2 anglaise), mais le club de Troyes refuse de le laisser partir. En fin de saison, le club remonte en Ligue 2 grâce à sa 3e place en championnat.

#### Châteauroux (2011-2013)
Le 23 mars 2011, Claudio est prêté (avec option d'achat) pour la saison 2011/12 à Châteauroux après avoir signé une prolongation de contrat. Il est titulaire dès la première journée à Guingamp avant de marquer son premier but lors de la 3e journée à Tours. Beauvue inscrit un total de 10 buts en 37 matchs de Ligue 2 avec La Berri dont un doublé lors de la 30e journée contre Amiens SC. À l'issue de la saison, le club de Châteauroux lève l'option d'achat et Beauvue devient définitivement Castelroussin.
Le 19 octobre 2012, lors de la 11e journée de Ligue 2, Beauvue inscrit un triplé face au club du GFC Ajaccio (3-1). Ses prestations sont remarquées par l'Olympique de Marseille qui suit dès lors le joueur.

##### Prêt à SC Bastia (2013)
Le 29 fevrier 2013, Claudio Beauvue est prêté avec option d'achat jusqu'à la fin de la saison en faveur du SC Bastia,. Il y découvre la Ligue 1 lors de la 23e journée contre Évian Thonon FC. Lors de la 36e journée, il marque son premier but en Ligue 1 contre le Montpellier HSC. Il inscrit 1 but en 15 rencontres, mais le club ne lève pas l'option d'achat à la fin de la saison. Il quitte la Corse après avoir joué 15 matchs et marqué 1 but.

#### EA Guingamp (2013-2015)

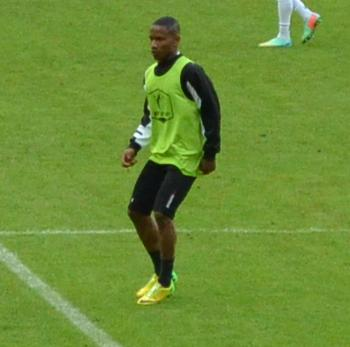
Claudio Beauvue à l'échauffement, avant la finale de la Coupe de France face au Stade Rennais.

Le 30 juin 2013, il est officiellement transféré à l'En Avant de Guingamp. Utilisé principalement sur l'aile droite, sa première saison en Bretagne est réussie. Il joue son premier match en Bretagne lors de la première journée de championnat contre l'Olympique de Marseille. Lors de la 7e journée, il marque son premier but sous son nouveau maillot contre le FC Sochaux. Lors de sa première saison, il inscrit 7 buts en 42 apparitions et remporte la Coupe de France contre le Stade rennais 2-0 et le club coaché par Jocelyn Gourvennec se qualifie ainsi pour la Ligue Europa,. Pendant l'été 2014, Claudio Beauvue va profiter du départ de Mustapha Yatabaré pour prendre le rôle d'avant-centre.
Lors de la saison 2014-2015, il s'impose comme un titulaire indiscutable à la pointe de l'attaque guingampaise, reléguant la concurrence sur le banc. Lors des trois matchs retours de la phase de groupes de la Ligue Europa, il inscrit quatre buts, un contre l'ACF Fiorentina, un contre le Dinamo Minsk puis deux contre le PAOK Salonique lors du sixième et dernier match de poule (victoire 2 à 1). Ce doublé permet à l'En Avant de Guingamp de se qualifier pour les seizièmes de finale de la Ligue Europa. Cette qualification constitue une première historique pour le club. À la trêve hivernale, le Guingampais totalise dix buts et deux passes. Répondant à une rumeur de départ, Beauvue assure : « Il est en hors de question. J'ai un président qui est venu me chercher il y a un an et demi et un coach qui me fait confiance. Cet été, on a décidé de prolonger l'aventure pour réaliser une saison pleine ». Lors du seizième de finale aller de la Ligue Europa face au Dynamo Kiev, il inscrit le but égalisateur lors d'un match tendu, où les Ukrainiens sont réduits à neuf après avoir pris deux cartons rouges. Malgré sa bonne forme en compétition européenne, il ne peut empêcher la défaite des siens au match retour face au Dynamo qui voit l'aventure de Guingamp prendre fin (3-4 sur l'ensemble des deux matchs). Le 5 mars 2015, il inscrit le but de la victoire 2-1 contre Concarneau en Coupe de France sur un coup franc puissant qui délivre les pensionnaires de Ligue 1. Guingamp s'incline 0-1 face à l'AJ Auxerre, alors en Ligue 2, en demi-finale de cette compétition. Cette saison 2014-2015, il dispute 36 matchs de championnat et inscrit 17 buts. Il termine ainsi cinquième meilleur buteur du championnat de France derrière Lacazette, Gignac, Ibrahimović et Cavani. Il partage ainsi avec Didier Drogba le titre de meilleur buteur de Guingamp en une seule saison de première division. Beauvue devance cependant son illustre prédécesseur au nombre de buts marqué sur une saison toutes compétitions comprises si l'on ne prend en compte que les saisons passées en première division.
Lors du mercato estival 2015, il quitte la Bretagne pour rejoindre Lyon. Il totalise 34 buts pour 94 matchs avec l'EA Guingamp.

#### Olympique lyonnais (2015-2016)
Le 27 juin 2015, Claudio Beauvue signe un contrat de quatre ans en faveur de Lyon. Le montant du transfert est estimé à 4,5 M€ (+ 3 M€ de bonus) assorti d'un intéressement à la revente,. Son numéro fétiche, le 12, déjà sur les épaules de Jordan Ferri, il décide de prendre le numéro 9, laissé vacant depuis le départ de Lisandro López.
Il dispute son premier match officiel sous le maillot lyonnais lors du Trophée des Champions, perdu 2-0 face au Paris SG à Montréal. Il marque son premier but avec le club rhodanien lors de la deuxième journée de ligue 1 au stade du Roudourou face à l'En Avant de Guingamp. Il garde une joie intérieure et ne célèbre pas son but par respect pour son ancien club. Attaché au club breton qui l'a révélé, il se rend au Panier à Salades, bar de supporters de Guingamp, et y passe la soirée.
En dépit de ses nombreuses apparitions, il éprouve des difficultés d'adaptation au jeu lyonnais, basé sur le jeu de passes et la conservation, qui n'est pas en adéquation avec ses qualités dans le jeu aérien et la profondeur. Il ne développe notamment pas de relation technique privilégiée avec Alexandre Lacazette. En dépit de ces difficultés, il ne manque qu'un match de championnat sur la phase aller et inscrit 4 buts assortis de 2 passes décisives. En Coupe de la Ligue, il marque un doublé face au Tours FC pour la dernière à Gerland qui permet la qualification en quarts de finale.
Son huitième et dernier but toutes compétitions confondues sous les couleurs lyonnaises est inscrit lors de la première au Parc OL pour une victoire 4 à 1 lors de la réception de l'ESTAC. À cette occasion, il chambre son public, son départ vers d'autres cieux semble alors entériné.

#### Celta de Vigo (2016-2020)
Le 16 janvier 2016, un accord est trouvé entre Lyon et le Celta de Vigo pour 5 millions d'euros (+ 2,5 M€ de bonus). Beauvue y signe un contrat de cinq saisons en faveur du club espagnol. Le 16 avril, il subit une rupture du tendon d'Achille droit durant un match, ce qui l'amène à être éloigné des terrains pour plusieurs mois.
Il retrouve les terrains au début de l'année 2017 et inscrit, entre autres, à la dernière minute, le but de la victoire du huitième de finale aller de la Ligue Europa 2016-2017 face au club russe de FK Krasnodar (2-1). Il manque de peu de réaliser une passe décisive dans les derniers instants de la demi-finale retour à Old Trafford face à Manchester United (0-1 ; 1-1).

##### Prêts à Leganés et Caen (2017-2019)
Il est prêté au CD Leganés pour la saison 2017-2018
Le SM Caen annonce le 30 août 2018 son prêt pour une saison en Basse-Normandie. Une option d'achat est incluse dans l'accord avec le Celta. À cause d'un comportement que Caen juge « inapproprié et inacceptable », il est mis à l'écart le 18 avril 2019.

#### Deportivo La Corogne (2020-2021)
Beauvue signe au Deportivo La Corogne le 18 janvier 2020, paraphant un contrat de un an et demi.
Arrivé dans un club historique mais en grande difficulté et luttant pour le maintien, Beauvue peine à se faire une place dans l'effectif. Pour son dernier match le 7 août 2020, et le dernier de la saison du club, il inscrit toutefois un doublé contre Fuenlabrada permettant un succès 2-1. Malgré cette victoire, le Deportivo est relégué en troisième division.
Le 5 septembre 2020, Beauvue renouvelle son contrat jusqu'en 2022, et ce malgré la descente du club. Il joue son premier match de Segunda División B le 18 octobre et ouvre le score lors d'une victoire 2-1 contre le Salamanca CF UDS.

### En sélection
Jamais retenu en équipe de jeune avec la sélection française, il rejoint la sélection guadeloupéenne en 2008. Il joue son premier match en sélection le 19 février 2008 à l'occasion d'un match amical contre Saint-Vincent-et-les-Grenadines (défaite 2-1). Alors qu'il doit participer à la Gold Cup 2009, les difficultés avec son club le retiennent en métropole. Il dispute un troisième match avec cette équipe en mars 2016 et inscrit un but à cette occasion.

## Statistiques
Ce tableau présente les statistiques de Claudio Beauvue,.
| Saison                | Club                  | Championnat           | Championnat | Championnat | Championnat | Coupe nationale | Coupe nationale | Coupe nationale | Coupe de la Ligue | Coupe de la Ligue | Coupe de la Ligue | Supercoupe | Supercoupe | Supercoupe | Compétition(s) continentale(s) | Compétition(s) continentale(s) | Compétition(s) continentale(s) | Compétition(s) continentale(s) | Total | Total | Total |
| Saison                | Club                  | Division              | M.          | B.          | P.d.        | M.              | B.              | P.d.            | M.                | B.                | P.d.              | M.         | B.         | P.d.       | Comp.                          | M.                             | B.                             | P.d.                           | M.    | B.    | P.d.  |
| 2007-2008             | ES Troyes AC          | Ligue 2               | 9           | 1           | 0           | -               | -               | -               | 1                 | 0                 | 0                 | -          | -          | -          | -                              | -                              | -                              | -                              | 10    | 1     | 0     |
| 2008-2009             | ES Troyes AC          | Ligue 2               | 36          | 3           | 2           | 4               | 1               | 1               | 1                 | 0                 | 0                 | -          | -          | -          | -                              | -                              | -                              | -                              | 41    | 4     | 3     |
| 2009-2010             | ES Troyes AC          | National              | 34          | 11          | 7           | 4               | 2               | 0               | 1                 | 1                 | 0                 | -          | -          | -          | -                              | -                              | -                              | -                              | 39    | 14    | 7     |
| 2010-2011             | ES Troyes AC          | Ligue 2               | 18          | 2           | 2           | -               | -               | -               | 1                 | 0                 | 0                 | -          | -          | -          | -                              | -                              | -                              | -                              | 19    | 2     | 2     |
| Sous-total            | Sous-total            | Sous-total            | 97          | 17          | 11          | 8               | 3               | 1               | 4                 | 1                 | 0                 | -          | -          | -          | -                              | -                              | -                              | -                              | 109   | 21    | 12    |
| 2011-2012             | LB Châteauroux (prêt) | Ligue 2               | 37          | 10          | 0           | 5               | 0               | 0               | 1                 | 0                 | 0                 | -          | -          | -          | -                              | -                              | -                              | -                              | 43    | 10    | 0     |
| 2012-2013             | LB Châteauroux        | Ligue 2               | 21          | 6           | 2           | 2               | 1               | 0               | 1                 | 0                 | 0                 | -          | -          | -          | -                              | -                              | -                              | -                              | 24    | 7     | 2     |
| Sous-total            | Sous-total            | Sous-total            | 58          | 16          | 2           | 7               | 1               | 0               | 2                 | 0                 | 0                 | -          | -          | -          | -                              | -                              | -                              | -                              | 67    | 17    | 2     |
| 2013                  | SC Bastia (prêt)      | Ligue 1               | 15          | 1           | 2           | -               | -               | -               | -                 | -                 | -                 | -          | -          | -          | -                              | -                              | -                              | -                              | 15    | 1     | 2     |
| Sous-total            | Sous-total            | Sous-total            | 15          | 1           | 2           | -               | -               | -               | -                 | -                 | -                 | -          | -          | -          | -                              | -                              | -                              | -                              | 15    | 1     | 2     |
| 2013-2014             | EA Guingamp           | Ligue 1               | 36          | 5           | 3           | 5               | 2               | 0               | 1                 | 0                 | 0                 | -          | -          | -          | -                              | -                              | -                              | -                              | 42    | 7     | 3     |
| 2014-2015             | EA Guingamp           | Ligue 1               | 36          | 17          | 3           | 5               | 4               | 1               | 2                 | 1                 | 1                 | 1          | 0          | 0          | C3                             | 8                              | 5                              | 1                              | 52    | 27    | 6     |
| Sous-total            | Sous-total            | Sous-total            | 72          | 22          | 6           | 10              | 6               | 1               | 3                 | 1                 | 1                 | 1          | 0          | 0          | -                              | 8                              | 5                              | 1                              | 94    | 34    | 9     |
| 2015-2016             | Olympique lyonnais    | Ligue 1               | 19          | 5           | 2           | 1               | 1               | 1               | 2                 | 2                 | 0                 | 1          | 0          | 0          | C1                             | 6                              | 0                              | 0                              | 29    | 8     | 3     |
| Sous-total            | Sous-total            | Sous-total            | 19          | 5           | 2           | 1               | 1               | 1               | 2                 | 2                 | 0                 | 1          | 0          | 0          | -                              | 6                              | 0                              | 0                              | 29    | 8     | 3     |
| 2016                  | Celta de Vigo         | LaLiga                | 10          | 1           | 0           | 3               | 0               | 0               | -                 | -                 | -                 | -          | -          | -          | -                              | -                              | -                              | -                              | 13    | 1     | 0     |
| 2016-2017             | Celta de Vigo         | LaLiga                | 13          | 1           | 2           | -               | -               | -               | -                 | -                 | -                 | -          | -          | -          | C3                             | 6                              | 1                              | 0                              | 19    | 2     | 2     |
| Sous-total            | Sous-total            | Sous-total            | 23          | 2           | 2           | 3               | 0               | 0               | -                 | -                 | -                 | -          | -          | -          | -                              | 6                              | 1                              | 0                              | 32    | 3     | 2     |
| 2017-2018             | CD Leganés (prêt)     | LaLiga                | 28          | 2           | 0           | 7               | 1               | 0               | -                 | -                 | -                 | -          | -          | -          | -                              | -                              | -                              | -                              | 35    | 3     | 0     |
| 2018-2019             | SM Caen (prêt)        | Ligue 1               | 25          | 3           | 0           | 3               | 0               | 0               | -                 | -                 | -                 | -          | -          | -          | -                              | -                              | -                              | -                              | 28    | 3     | 0     |
| Sous-total            | Sous-total            | Sous-total            | 53          | 5           | 0           | 10              | 1               | 0               | -                 | -                 | -                 | -          | -          | -          | -                              | -                              | -                              | -                              | 63    | 6     | 0     |
| 2019-2020             | Deportivo La Corogne  | LaLiga 2              | 11          | 2           | 0           | -               | -               | -               | -                 | -                 | -                 | -          | -          | -          | -                              | -                              | -                              | -                              | 11    | 2     | 0     |
| 2020-2021             | Deportivo La Corogne  | Segunda B             | 13          | 1           | 0           | 2               | 0               | 0               | -                 | -                 | -                 | -          | -          | -          | -                              | -                              | -                              | -                              | 15    | 1     | 0     |
| Sous-total            | Sous-total            | Sous-total            | 24          | 3           | 0           | 2               | 0               | 0               | -                 | -                 | -                 | -          | -          | -          | -                              | -                              | -                              | -                              | 26    | 3     | 0     |
| Total sur la carrière | Total sur la carrière | Total sur la carrière | 361         | 71          | 25          | 41              | 12              | 3               | 11                | 4                 | 1                 | 2          | 0          | 0          | -                              | 20                             | 6                              | 1                              | 435   | 93    | 30    |

## Palmarès

### En club
- Vainqueur de la Coupe de France en 2014 avec l'EA Guingamp
- Finaliste du Trophée des Champions en 2014 avec l'EA Guingamp

### Distinction individuelle
- Meilleur buteur de la coupe de France en 2015 (5 buts)